# Médaille de la Culture (Taïwan)
La médaille de la Culture (chinois : 文化獎) est une décoration civile taïwanaise créée en 2020.
Elle comporte trois rangs.
Elle a été remise pour la première fois à Paris le 3 février 2020,.